# Patinage de vitesse aux Jeux olympiques de 2014 - 1 500 mètres femmes
Navigation
Vancouver 2010 Pyeongchang 2018
Le 1 500 mètres féminin de patinage de vitesse aux Jeux olympiques d'hiver de 2014 a lieu le 16 février 2014 à 18 h 00 au Centre de patinage Adler Arena. C'est la 16e fois que l'épreuve est disputée. La tenante du titre est la Néerlandaise Ireen Wust qui a remporté l'épreuve à Vancouver en 2010 devant la Canadienne Kristina Groves, médaille d'argent, et la Tchèque Martina Sáblíková, médaille de bronze.
À Sotchi, les Néerlandaises réalisent un triplé : Jorien ter Mors remporte l'épreuve devant Ireen Wüst et Lotte van Beek. À noter la quatrième place de la 4e néerlandaise, Marrit Leenstra.

## Médaillés
| Or              | Argent     | Bronze         |
| Jorien ter Mors | Ireen Wüst | Lotte van Beek |

## Résultats
Les courses commencent à 18 heures.
| Rang                                | Couple | Ligne | Nom                      | Nationalité        | Temps         | Retard   | Notes  |
| ----------------------------------- | ------ | ----- | ------------------------ | ------------------ | ------------- | -------- | ------ |
| Médaille d'or, Jeux olympiques      | 9      | I     | Jorien ter Mors          | Pays-Bas           | 1 min 53 s 51 | —        | OR, TR |
| Médaille d'argent, Jeux olympiques  | 15     | I     | Ireen Wüst               | Pays-Bas           | 1 min 54 s 09 | +0 s 58  |        |
| Médaille de bronze, Jeux olympiques | 18     | O     | Lotte van Beek           | Pays-Bas           | 1 min 54 s 54 | +1 s 03  |        |
| 4                                   | 13     | I     | Marrit Leenstra          | Pays-Bas           | 1 min 56 s 40 | +2 s 89  |        |
| 5                                   | 16     | O     | Yuliya Skokova           | Russie             | 1 min 56 s 45 | +2 s 94  |        |
| 6                                   | 16     | I     | Katarzyna Bachleda-Curuś | Pologne            | 1 min 57 s 18 | +3 s 67  |        |
| 7                                   | 14     | I     | Heather Richardson       | États-Unis         | 1 min 57 s 60 | +4 s 09  |        |
| 8                                   | 17     | O     | Yekaterina Lobysheva     | Russie             | 1 min 57 s 70 | +4 s 19  |        |
| 9                                   | 5      | O     | Olga Fatkulina           | Russie             | 1 min 57 s 88 | +4 s 37  |        |
| 10                                  | 11     | I     | Yekaterina Shikhova      | Russie             | 1 min 58 s 09 | +4 s 58  |        |
| 11                                  | 11     | O     | Luiza Złotkowska         | Pologne            | 1 min 58 s 18 | +4 s 67  |        |
| 12                                  | 15     | O     | Ida Njaatun              | Norvège            | 1 min 58 s 21 | +4 s 70  |        |
| 13                                  | 12     | O     | Karolína Erbanová        | République tchèque | 1 min 58 s 23 | +4 s 72  |        |
| 14                                  | 17     | I     | Brittany Bowe            | États-Unis         | 1 min 58 s 31 | +4 s 80  |        |
| 15                                  | 10     | O     | Natalia Czerwonka        | Pologne            | 1 min 58 s 46 | +4 s 95  |        |
| 16                                  | 7      | I     | Kali Christ              | Canada             | 1 min 58 s 63 | +5 s 12  |        |
| 17                                  | 8      | I     | Christine Nesbitt        | Canada             | 1 min 58 s 67 | +5 s 16  |        |
| 18                                  | 8      | O     | Jilleanne Rookard        | États-Unis         | 1 min 59 s 15 | +5 s 64  |        |
| 19                                  | 18     | I     | Claudia Pechstein        | Allemagne          | 1 min 59 s 47 | +5 s 96  |        |
| 20                                  | 2      | I     | Jelena Peeters           | Belgique           | 1 min 59 s 73 | +6 s 22  |        |
| 21                                  | 2      | O     | Kim Bo-reum              | Corée du Sud       | 1 min 59 s 78 | +6 s 27  |        |
| 22                                  | 6      | O     | Misaki Oshigiri          | Japon              | 2 min 00 s 03 | +6 s 52  |        |
| 23                                  | 3      | O     | Zhao Xin                 | Chine              | 2 min 00 s 27 | +6 s 76  |        |
| 24                                  | 14     | O     | Monique Angermüller      | Allemagne          | 2 min 00 s 32 | +6 s 81  |        |
| 25                                  | 13     | O     | Maki Tabata              | Japon              | 2 min 00 s 64 | +7 s 13  |        |
| 26                                  | 12     | I     | Brittany Schussler       | Canada             | 2 min 00 s 65 | +7 s 14  |        |
| 27                                  | 6      | I     | Li Qishi                 | Chine              | 2 min 00 s 89 | +7 s 38  |        |
| 28                                  | 1      | I     | Yekaterina Aydova        | Kazakhstan         | 2 min 00 s 93 | +7 s 42  |        |
| 29                                  | 3      | I     | Noh Seon-yeong           | Corée du Sud       | 2 min 01 s 07 | +7 s 56  |        |
| 30                                  | 7      | O     | Gabriele Hirschbichler   | Allemagne          | 2 min 01 s 18 | +7 s 67  |        |
| 31                                  | 9      | O     | Ayaka Kikuchi            | Japon              | 2 min 01 s 29 | +7 s 78  |        |
| 32                                  | 10     | I     | Nana Takagi              | Japon              | 2 min 02 s 16 | +8 s 65  |        |
| 33                                  | 5      | I     | Hege Bøkko               | Norvège            | 2 min 02 s 53 | +9 s 02  |        |
| 34                                  | 1      | O     | Vanessa Bittner          | Autriche           | 2 min 02 s 84 | +9 s 33  |        |
| 35                                  | 4      | O     | Brianne Tutt             | Canada             | 2 min 03 s 69 | +10 s 18 |        |
| 36                                  | 4      | I     | Yang Shin-young          | Corée du Sud       | 2 min 04 s 13 | +10 s 62 |        |

I - Couloir intérieur
O - Couloir extérieur